# Elisabeth Demleitner
Elisabeth Demleitner, po mężu Seitz (ur. 23 września 1952 w Kochel am See) – niemiecka saneczkarka reprezentująca RFN, brązowa medalistka igrzysk olimpijskich, wielokrotna medalistka mistrzostw świata i Europy.
Na igrzyskach startowała trzykrotnie, zajmując trzecie miejsce na igrzyskach w Innsbrucku w 1976 roku. Była też czwarta podczas igrzysk w Sapporo w 1972 roku i rozgrywanych osiem lat później igrzysk w Lake Placid. Na mistrzostwach świata wywalczyła cztery medale. Mistrzynią świata została w roku 1971. W latach 1974 i 1979 zdobywała srebro, a 1970 roku była trzecia. Na swoim koncie ma również trzy medale mistrzostw Europy: w latach 1977 i 1978 zdobywała tytuł mistrzyni, a 1972 roku była druga.

## Osiągnięcia

### Igrzyska olimpijskie
| Rok  | Miejsce     | Jedynki |
| ---- | ----------- | ------- |
| 1972 | Sapporo     | 4.      |
| 1976 | Innsbruck   | 3.      |
| 1980 | Lake Placid | 4.      |